# Uusikylä (république de Carélie)
Uusikylä (en carélien : Derevänkan küläkund, en finnois : Uusikylä, en russe : Деревянка, Derevjanka) est une municipalité rurale du raïon des rives de l'Onega en république de Carélie.

## Géographie
L'agglomération d'Uudenkylä est située au bord de la rivière Puujoki, à l'ouest de la voie ferrée de Mourmansk, à 32 kilomètres au sud de Petroskoi.
La zone rurale d'Uusikylä est bordée au nord-est par Puujoki, au sud-est par Latva, au sud-ouest par Latva-Vetka et au nord-ouest par Uusi-Vilka.

## Démographie
Recensements (*) ou estimations de la population
| 2009  | 2013  | 2015  | 2017  |
| ----- | ----- | ----- | ----- |
| 1 911 | 1 659 | 1 681 | 1 707 |

| 2021  | - | - | - |
| ----- | - | - | - |
| 1 591 | - | - | - |